# Granit (miejscowość)
Granit (bułg. Гранит) – wieś w południowej Bułgarii, w obwodzie Stara Zagora, w gminie Bratja Daskałowi. Według danych Narodowego Instytutu Statystycznego, 31 grudnia 2011 roku wieś liczyła 686 mieszkańców.
W Granicie znajduje się cerkiew, działa dom kultury, galeria, kino, kmetstwo, przedszkole i szkoła podstawowa.
We wsi stoją dwa pomniki: jeden upamiętniający zaginionych w wojnach i drugi antyfaszystowski.
Co roku 26 października odbywa się tutaj sobór.

## Przyroda

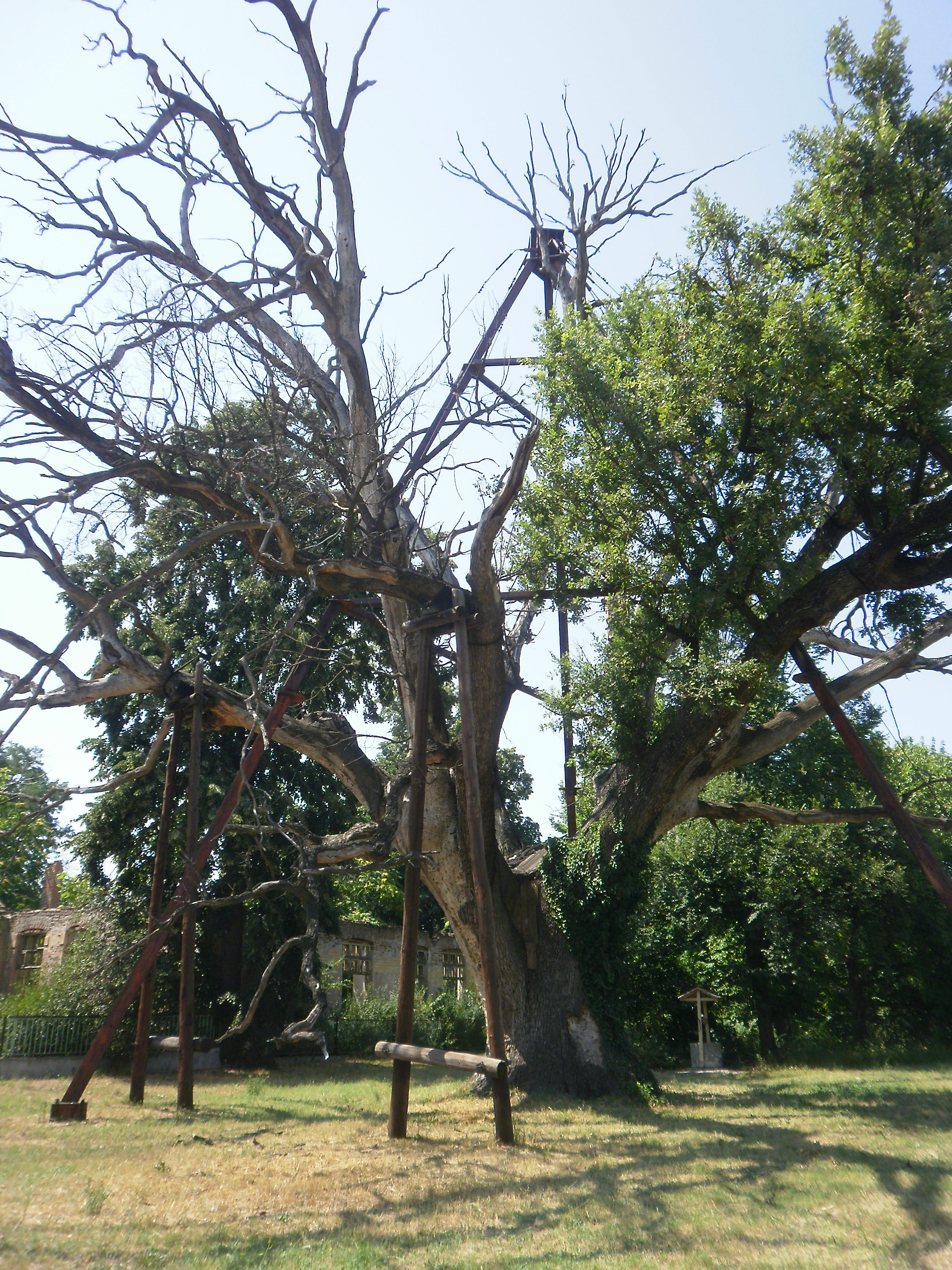

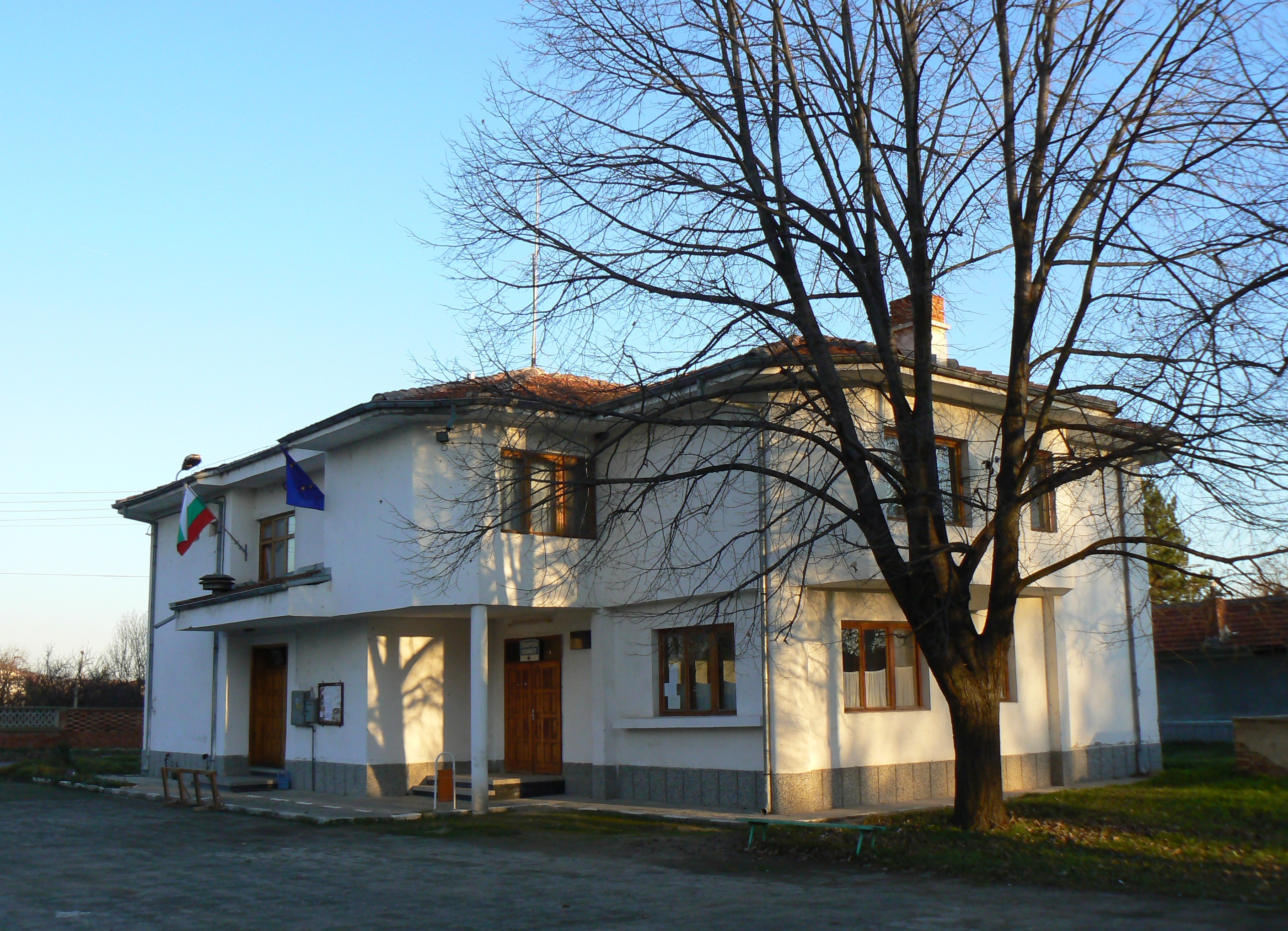
Kmetstwo.

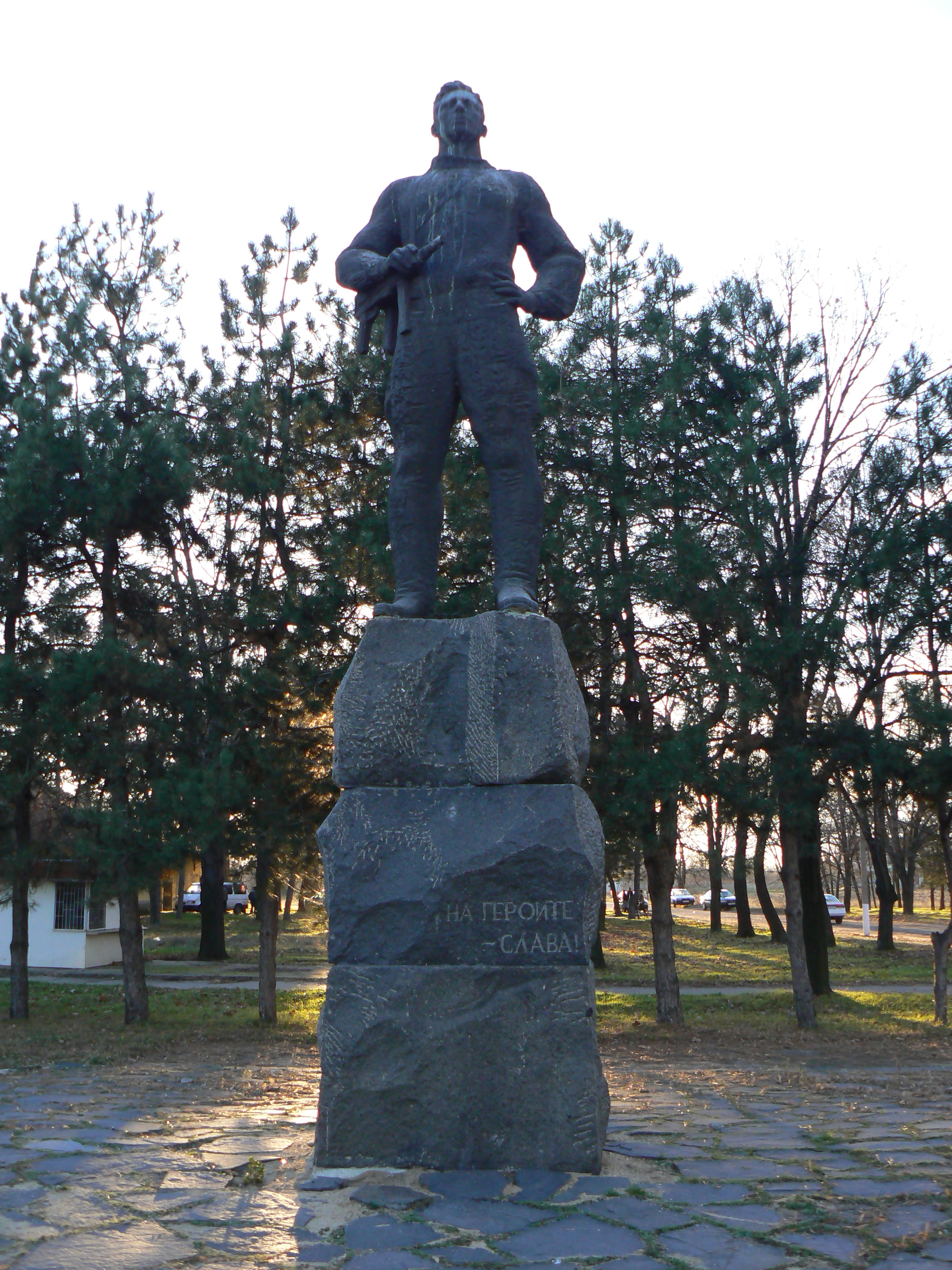
Pomnik upamiętniający zaginionych w wojnach.

We wsi znajduje się dąb szypułkowy jeden z najstarszych w Europie. Stwierdzono, że ma około 1650 lat i zaczął rosnąć od 345 roku n.e., obwód pnia wynosi 7,46 m (mierzony na wysokości 1,30 m), a jest wysokości 23,4 m. Minister Leśnictwa i Przemysłu Leśnego 25 grudnia 1967 roku, uznał drzewo za pomnik przyrody. W 1969 roku w trakcie burzy stracił główny konar boczny. Od tego czasu drzewo powoli obumiera. Uważa się, że przyczyną obumierania dębu może też być niski poziom wód gruntowych. W 1983 roku dokonano wzmocnienia poziomych gałęzi drewnianymi podporami, które trzy lata później zastąpiono stalowymi. W 2008 roku drzewo zostało ogrodzone, a żeby wejść do środka trzeba nabyć zezwolenie od kmeta Granitu. Obecnie mieszkańcy planują wybudowanie fontanny koło dębu, przy którym można wypić miejscowe wino.
3 km na zachód od miejscowości znajduje się jaskinia Czirpan bunar, o głębokości 79 metrów.